# 岡林勇希
岡林 勇希（おかばやし ゆうき、2002年2月22日 - ）は、三重県松阪市出身のプロ野球選手（外野手）。右投左打。中日ドラゴンズ所属。
兄は元プロ野球選手の岡林飛翔。
NPBにおける、21世紀生まれ初の打撃タイトル獲得者。

## 経歴

### プロ入り前
松阪市立徳和小学校2年時に2学年上の兄・飛翔と共に野球を始めると、松阪市立久保中学校時代は硬式チーム「松阪梅村リトルシニア」（現：奥伊勢松阪リトルシニア）でプレーする。小中学校の同級生に村田怜音が居た。
投手としてのプロ入りを目指し、他の強豪校の勧誘を蹴って兄が在学する三重県立菰野高等学校に進学すると、入学してすぐに141、2km/hを計測。3年夏は「エースで4番」として、チームを県大会ベスト4に導いた。1学年上に田中法彦、同学年に奥田域太がいた。
2019年10月17日に行われたドラフト会議で、中日ドラゴンズから5位指名を受け、11月10日に契約金3000万円、年俸550万円で仮契約を結んだ（金額は推定）。背番号は60。ドラフト時は投手での指名だったが、兄のアドバイスもあって2020年の春季キャンプから外野手に転向することが決まった。

### 中日時代
2020年は、3月25日に行われた読売ジャイアンツとの練習試合（ナゴヤドーム）において、9回の中堅守備で本塁を狙う北村拓己を好返球で刺した。シーズンでは、7月19日に一軍初昇格を果たすと、同日の対阪神タイガース戦（阪神甲子園球場）で代打で一軍初出場。7月30日の対広島東洋カープ戦（MAZDA Zoom-Zoom スタジアム広島）で7回に代打でプロ初安打を放った。8月2日の対東京ヤクルトスワローズ戦（ナゴヤドーム）で「1番・左翼手」で初先発出場し、3打数1安打を記録した。
同年はプロ初安打を含む2安打を放ち、7打席ながら打率.286を記録した。二軍ではウエスタン・リーグ3位となる打率.285を記録し、オフにはウエスタン・リーグ優秀選手賞を受賞した。12月4日に30万円増となる推定年俸580万円で契約を更改した。
2021年は開幕一軍入りしたが、主に代走の起用に留まり、5試合出場で1打数無安打、4月12日に登録抹消された。しかし、二軍降格後の1か月で二軍では打率3割4分を超えるハイアベレージを記録した。ウエスタン・リーグでは62試合に出場し、打率.264、走塁面ではシーズンを通してチームトップの17盗塁を記録した。その後9月28日に一軍再昇格を果たすと、翌29日の対読売ジャイアンツ戦（バンテリンドーム ナゴヤ）に「8番・左翼手」で同年初先発出場し、5回裏無死二・三塁で迎えた打席で右犠飛を放ちプロ初打点を記録。7回には左翼線二塁打で出塁し、5点目の本塁を踏み、守備でも4回二死三塁のピンチで小林誠司の打球を左翼で好捕する好守で勝利に貢献して、初めてお立ち台に上がった。その後は一軍に定着し（この年は東京オリンピック開催の影響により10月にも17試合あった。）、10月7日の対広島戦（バンテリンドーム ナゴヤ）ではプロ初適時打とプロ初猛打賞を記録するなど（ちなみに、この日の試合中、バンテリンドームの右翼の守備位置に広島の鈴木誠也がロジンバッグで岡林の背番号である「60」と記す一幕があった。）、10月には2度の猛打賞とプロ初盗塁を記録した。オフに推定年俸740万円で契約を更改した。
2022年は、オープン戦で打率.316を記録。3月20日のオープン戦、対千葉ロッテマリーンズ戦（バンテリンドーム ナゴヤ）で右手薬指を痛めてしまったが、シーズン開幕には間に合い、3月25日の巨人との開幕戦（東京ドーム）に「2番・右翼手」で先発出場。3回に菅野智之から右前に同点適時打を放つなど、3安打猛打賞を記録した。4月2日の対広島戦（バンテリンドーム ナゴヤ）では、延長12回裏にプロ入り後初めてサヨナラ打を放った。その後は不調に陥り一時期打率が.223まで下がったが、7月に月間打率.375を記録するなど、夏場より復調。8月9日の対巨人戦（バンテリンドーム ナゴヤ）でシーズン100安打、8月19日の対ヤクルト戦（バンテリンドーム ナゴヤ）の第1打席で規定打席に到達。8月26日の対阪神戦（バンテリンドーム ナゴヤ）では1試合4安打に加えて2盗塁（いずれも自身初）の活躍を見せ、チームの勝利に貢献した。
同年は右翼手のレギュラーとなり、最終的にチーム最多の142試合に出場。161安打を記録し、横浜DeNAベイスターズの佐野恵太と並び最多安打のタイトルを獲得した。また、両リーグトップとなる10本の三塁打を記録し、盗塁数ではリーグ2位タイとなる24盗塁を記録した。これらの活躍が評価され、ベストナインに選出された。
守備では、7補殺（リーグ1位）を記録したほか、右翼手としてUZR21.3（リーグ1位）を記録。8月5日の対DeNA戦（バンテリンドーム ナゴヤ）では大貫晋一の右前打をすぐに一塁手のダヤン・ビシエドに送球して右ゴロを記録し、横浜DeNAベイスターズに追加点を与えなかった。7日の同カードでは、右翼から本塁への好返球で走者をアウトにする好プレーを2度見せ、チームの勝利に貢献した。オフには自身初のゴールデングラブ賞を受賞した。
11月27日に3260万円増となる推定年俸4000万円で契約を更改した。
2023年は、7月に月間打率.382（89打数34安打、リーグ1位）を記録。8月4日の対ヤクルト戦（バンテリンドーム ナゴヤ）で、セ・リーグ記録に並ぶ1試合2三塁打を達成した。8月12日の対広島戦（バンテリンドーム ナゴヤ）の第1打席で左前安打を放ち、1949年に西沢道夫が達成した球団歴代一位となる25試合連続安打に並んだ。さらに翌8月13日の同カードでも第一打席で左前安打を放ち、球団新記録となる26試合連続安打を達成した。その後、記録を29試合まで伸ばした。9月16日の対巨人戦（バンテリンドーム ナゴヤ）では「1番・中堅手」で先発出場し、初回に本塁打を放ち、どちらも自身初となる本拠地での本塁打と先頭打者本塁打を達成した。また球団初の初回先頭打者のみのスミ1勝利となった。9月21日の対ヤクルト戦（明治神宮野球場）で2年連続2桁三塁打を達成（史上5人目）。29試合連続安打達成後の36試合では打率.192と失速し最多安打のタイトルを1本差で逃したものの、初めてフルイニング出場を達成した。オフには推定年俸7300万円（＋3300万円）で契約を更改した。また、背番号を1へ変更した。
2024年は、2月23日のオープン戦で本塁へ送球した際に右肩の違和感を訴え右肩炎症と診断され、ノースロー調整となり開幕から出遅れる。前半戦は苦しむも8月28日には後半戦以降の打率.358と調子を上げた。守備では233度の守備機会での失策0。自身初となる守備率10割でシーズンを終え、3年連続となるゴールデングラブ賞を受賞。最終的には123試合に出場し、打率.256、10盗塁で終えた。オフには300万円減となる推定年俸7000万円で契約を更改した。
2025年はオープン戦で打率.364、20安打でオープン戦首位打者、最多安打となりシーズンでも勢いそのまま開幕から好調を維持し、交流戦では打率.378で福岡ソフトバンクホークスの柳町達に次いで交流戦打率2位となり、交流戦優秀選手賞を獲得した。

## 選手としての特徴
高校通算21本塁打、遠投120m、50m走5秒8と高い身体能力を持つ。打撃面は山﨑武司から「バットコントロールが巧く、遠くにも飛ばせる野球センスを感じた。コンタクトする技術もそうですが、タイミングの取り方に天才的なものを持っていて、足を高く上げても、軸足がブレずにピッチャーに向かって体が入っていける」と評されている。
アマチュア時代は投手であり、最速153km/hの本格派右腕でストレートと同じ軌道から落ちるスライダーが武器であった。

## 人物
愛称は「バヤシ」、「サルバヤシ」など。
兄妹は兄の飛翔と双子の妹がいる。
左利きだが少年野球でチームメイトに左利きが3人いたため、ポジションの幅を利かすために右投げに転向した。またペンも右手である。俊足を生かすために作った左打ちではないため、「打撃に関しては利き手である左手を上手く使えている」と話している。
1年目の春季キャンプでは金本知憲モデルのバットを使用していたが、その直後の開幕前からチームメイトである大島洋平から譲り受けたバットを使い続けている。この理由について「大島さんがこのバットで結果を残している以上、僕が打てなかったら自分の実力不足。自分に合う、合わないじゃない。道具を言い訳にしたくないんです」 と語っている。
高校時代からエスエスケイの野球道具を使用しており、2023年には同社とアドバイザリースタッフ契約を締結した。バットは2022年と同じものを使用するが、グラブの長さとスパイクの歯の数・重量は変更することになった。

## 詳細情報

### 年度別打撃成績
| 年 度     | 球 団     | 試 合 | 打 席 | 打 数 | 得 点 | 安 打 | 二 塁 打 | 三 塁 打 | 本 塁 打 | 塁 打 | 打 点 | 盗 塁 | 盗 塁 死 | 犠 打 | 犠 飛 | 四 球 | 敬 遠 | 死 球 | 三 振 | 併 殺 打 | 打 率 | 出 塁 率 | 長 打 率 | O P S |
| --------- | --------- | ----- | ----- | ----- | ----- | ----- | -------- | -------- | -------- | ----- | ----- | ----- | -------- | ----- | ----- | ----- | ----- | ----- | ----- | -------- | ----- | -------- | -------- | ----- |
| 2020      | 中日      | 6     | 7     | 7     | 2     | 2     | 0        | 0        | 0        | 2     | 0     | 0     | 0        | 0     | 0     | 0     | 0     | 0     | 2     | 0        | .286  | .286     | .286     | .571  |
| 2021      | 中日      | 24    | 62    | 59    | 6     | 15    | 4        | 0        | 0        | 19    | 4     | 2     | 0        | 1     | 1     | 1     | 0     | 0     | 13    | 1        | .254  | .262     | .322     | .584  |
| 2022      | 中日      | 142   | 608   | 553   | 58    | 161   | 25       | 10       | 0        | 206   | 32    | 24    | 6        | 22    | 1     | 29    | 1     | 3     | 67    | 4        | .291  | .329     | .373     | .702  |
| 2023      | 中日      | 143   | 633   | 584   | 61    | 163   | 21       | 10       | 3        | 213   | 31    | 12    | 8        | 9     | 1     | 39    | 1     | 0     | 89    | 11       | .279  | .324     | .365     | .688  |
| 2024      | 中日      | 123   | 460   | 425   | 34    | 109   | 10       | 3        | 0        | 125   | 12    | 10    | 7        | 6     | 0     | 29    | 2     | 0     | 62    | 2        | .256  | .304     | .294     | .598  |
| 通算：5年 | 通算：5年 | 438   | 1770  | 1628  | 161   | 450   | 60       | 23       | 3        | 565   | 79    | 48    | 21       | 38    | 3     | 98    | 4     | 3     | 233   | 18       | .276  | .318     | .347     | .665  |

- 2024年度シーズン終了時
- 各年度の太字はリーグ最高

### 年度別打撃成績所属リーグ内順位
| 年 度 | 年 齢 | リ ｜ グ   | 打 率 | 安 打 | 二 塁 打 | 三 塁 打 | 本 塁 打 | 打 点 | 盗 塁 | 出 塁 率 |
| ----- | ----- | ---------- | ----- | ----- | -------- | -------- | -------- | ----- | ----- | -------- |
| 2020  | 18    | セ・リーグ | -     | -     | -        | -        | -        | -     | -     | -        |
| 2021  | 19    | セ・リーグ | -     | -     | -        | -        | -        | -     | -     | -        |
| 2022  | 20    | セ・リーグ | 7位   | 1位   | -        | 1位      | -        | -     | 2位   | -        |
| 2023  | 21    | セ・リーグ | -     | 3位   | -        | 2位      | -        | -     | 5位   | -        |
| 2024  | 22    | セ・リーグ | -     | -     | -        | 6位      | -        | -     | 8位   | -        |

- - は10位未満（打率、出塁率は規定打席未到達の場合も-と表記）
- NPBにおける打撃タイトルは、首位打者、最多本塁打、最多打点、最多盗塁、最多安打、最高出塁率

### 年度別守備成績
| 年 度 | 球 団 | 外野  | 外野  | 外野  | 外野  | 外野  | 外野     |
| 年 度 | 球 団 | 試 合 | 刺 殺 | 補 殺 | 失 策 | 併 殺 | 守 備 率 |
| ----- | ----- | ----- | ----- | ----- | ----- | ----- | -------- |
| 2020  | 中日  | 3     | 2     | 0     | 0     | 0     | 1.000    |
| 2021  | 中日  | 17    | 30    | 0     | 0     | 0     | 1.000    |
| 2022  | 中日  | 140   | 284   | 7     | 5     | 2     | .983     |
| 2023  | 中日  | 143   | 312   | 4     | 6     | 1     | .981     |
| 2024  | 中日  | 117   | 227   | 6     | 0     | 3     | 1.000    |
| 通算  | 通算  | 420   | 855   | 17    | 11    | 6     | .988     |

- 2024年度シーズン終了時
- 各年度の太字は同一ポジションでのリーグ最多
- 太字年はゴールデングラブ賞受賞年

### タイトル
- 最多安打：1回（2022年）※21世紀生まれ初のタイトル獲得[3]

### 表彰

#### NPB
- ベストナイン：2回（外野手部門：2022年[50]、2023年）※2022年はセ・リーグ外野手部門では史上最年少での受賞（20歳9か月）[50]
- ゴールデングラブ賞：3回（外野手部門：2022年[63] - 2024年）
- 月間MVP：1回（打者部門：2023年7月[93]）
- セ・パ交流戦 日本生命 優秀選手賞：1回（2025年[94]）
- ウエスタン・リーグ 優秀選手賞：1回（2020年[20]）

#### NPB以外
- ドラゴンズクラウン賞：最優秀選手1回（2023年[95]）、優秀選手賞1回（2022年[96]）

### 記録
初記録
- 初出場：2020年7月19日、対阪神タイガース6回戦（阪神甲子園球場）、9回表に武田健吾の代打で出場[15][97]
- 初打席：同上、9回表に伊藤和雄から二ゴロ[15][97]
- 初安打：2020年7月30日、対広島東洋カープ9回戦（MAZDA Zoom-Zoom スタジアム広島）、7回表に菊池保則から右前安打[16][98]
- 初先発出場：2020年8月2日、対東京ヤクルトスワローズ9回戦（ナゴヤドーム）、「1番・左翼手」で先発出場[18][99]
- 初打点：2021年9月29日、対読売ジャイアンツ24回戦（バンテリンドーム ナゴヤ）、5回裏に高橋優貴から右犠飛[25][100]
- 初盗塁：2021年10月12日、対東京ヤクルトスワローズ22回戦（バンテリンドーム ナゴヤ）、4回裏に二盗（投手：小川泰弘、捕手：古賀優大）[29][101][102]
- 初本塁打：2023年5月12日、対東京ヤクルトスワローズ6回戦（明治神宮野球場）、1回表に高梨裕稔から右越2ラン[103][104]

その他の記録
- 1試合2三塁打：2023年8月4日、対東京ヤクルトスワローズ15回戦（バンテリンドーム ナゴヤ）、1回裏にサイスニードから中越え三塁打、4回裏に星知弥から右中間三塁打 ※セ・リーグタイ記録[68][105]
- 29試合連続安打：2023年7月11日 - 2023年8月19日 ※歴代9位タイ、球団史上最長[106]
- 2年連続2桁三塁打：2022年 - 2023年 ※中利夫、毒島章一以来61年ぶり、史上5人目[73]
- フルイニング出場（2023年）※中日の外野手では史上初[107]
- オールスターゲーム出場：1回（2025年）

### 背番号
- 60（2020年[11] - 2023年）
- 1（2024年[77] - ）

### 登場曲
- 「Green boys」GReeeeN（2021年）[108]
- 「しわくちゃな雲を抱いて」DISH//（2022年）[109]
- 「DOOR」コブクロ（2022年 - ）[109][110]
- 「かくれんぼ」AliA（2023年）[110]
- 「青い春」back number（2023年）[111]

### 代表歴
- 2023 アジア プロ野球チャンピオンシップ 日本代表